# Distretto di Flacq
Flacq è uno dei nove distretti di Mauritius ed è situato nella parte est dell'isola. Il suo capoluogo è la città di Centre de Flacq. Il distretto ha una superficie di 298 km², e la sua popolazione nel 2015 era di 138 460 abitanti.

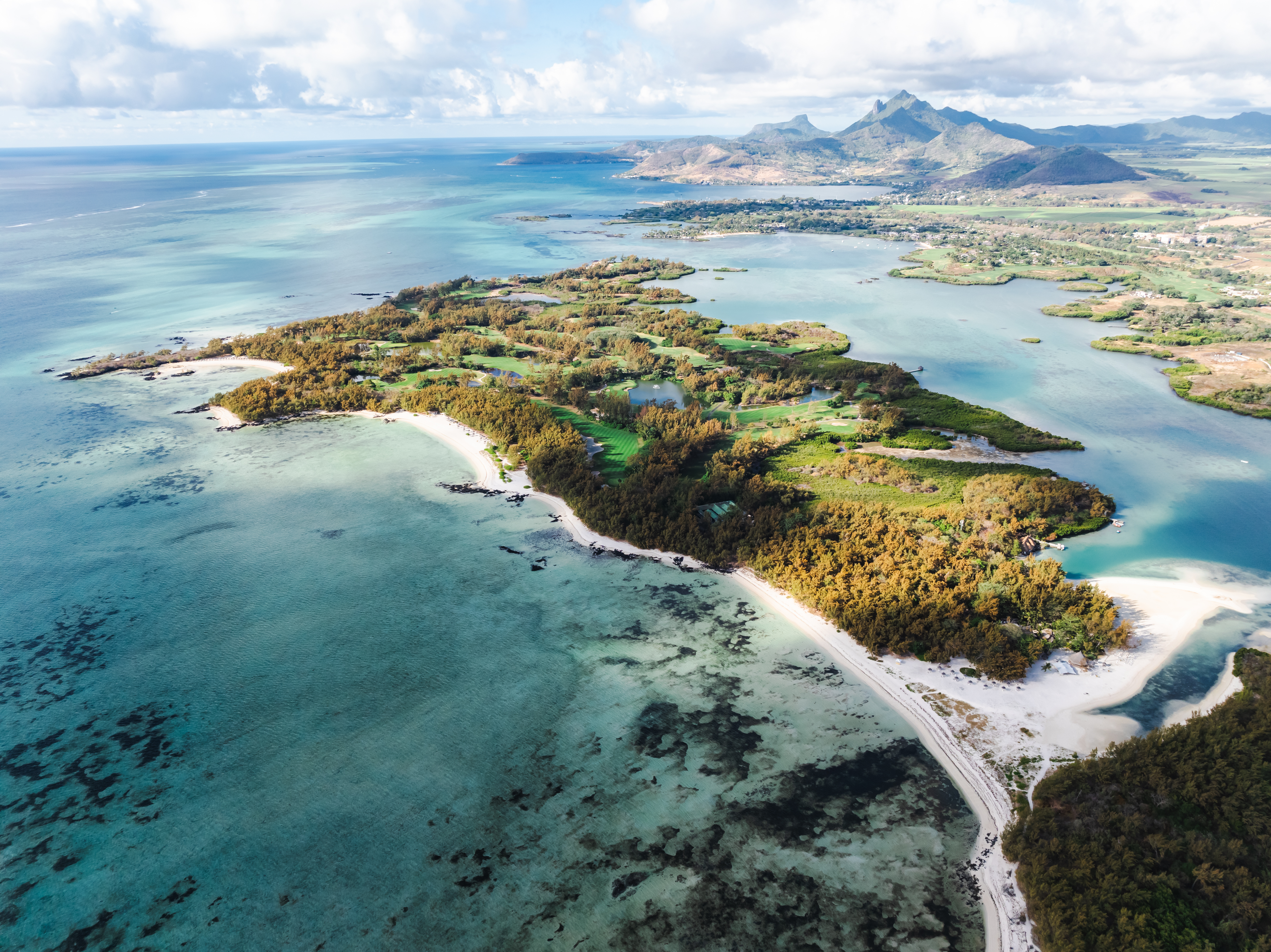
Isola dei cervi